# Due giganti
Due giganti è un singolo del cantante italiano Alessio Bernabei, pubblicato il 1º luglio 2016 come terzo estratto dal primo album in studio Noi siamo infinito.

## Descrizione
Ottava traccia dell'album, il brano è caratterizzato da sonorità prettamente elettropop.
Entrato dapprima per la rotazione radiofonica dal 1º luglio, il singolo è stato successivamente pubblicato per il download digitale con due remix curati da Paul Bryan.

## Video musicale
Il videoclip, diretto da Mauro Russo, è stato pubblicato il 15 luglio 2016 attraverso il canale YouTube della Warner Music Italy.

## Tracce
1. Due giganti (Paul Bryan Remix) – 3:46
2. Due giganti (Paul Bryan Extended Version) – 4:45